# Presidenza di William McKinley
La presidenza degli Stati Uniti di William McKinley ebbe inizio il 4 marzo 1897 con l'insediamento e terminò con la sua morte, avvenuta il 14 settembre 1901, in seguito alle ferite riportate il 6 settembre, quando un anarchico gli sparò da distanza ravvicinata. La presidenza di McKinley è conosciuta per la vittoria nella guerra ispano-americana e la conseguente acquisizione delle Filippine, di Guam e di Porto Rico, all'adesione delle isole Hawaii e per aver ripristinato la prosperità sociale, dopo la crisi del panico del 1893.
Venticinquesimo presidente degli Stati Uniti, McKinley aveva vinto le elezioni del 1896, battendo il democratico William Jennings Bryan. Durante la campagna elettorale, McKinley aveva sostenuto la necessità di una moneta stabile, e quindi del sistema aureo; aveva promesso alti dazi doganali che avrebbero rimesso in sesto l'economia, e accusato Bryan di essere un radicale a favore della lotta di classe. Sconfisse nuovamente Bryan alle elezioni del 1900, dopo una campagna elettorale incentrata sull'espansione nelle Filippine e ancora sugli alti dazi e sul mantenimento o meno del sistema aureo. La presidenza di McKinley segna l'inizio del periodo convenzionalmente definito "quarto sistema partitico", durato dalla metà degli anni 1890 fino ai primi 1930. A livello nazionale, le elezioni di questo periodo furono spesso vinte dal Partito Repubblicano.
Negli anni 1897–1898 la questione più importante fu un'insurrezione a Cuba contro il dominio spagnolo, diventato sempre più oppressivo. L'opinione pubblica statunitense parteggiava per i ribelli e chiedeva un intervento per risolvere la crisi. Il governo di McKinley cercò di convincere la Spagna a concedere più libertà ma quando le trattative fallirono, entrambe le parti erano pronte alla guerra. La vittoria degli Stati Uniti fu rapida e netta. Nel corso della guerra avevano preso possesso di Cuba; pur promettendo l'indipendenza, gli Stati Uniti mantennero il controllo per tutta la durata della presidenza McKinley. Lo status delle Filippine era molto dibattuto, e divenne un argomento di campagna elettorale nel 1900, in cui i Democratici si opponevano al possesso da parte statunitense. McKinley era convinto che l'arcipelago avesse bisogno della presenza americana. Le Filippine rimasero sotto controllo degli Stati Uniti fino alla seconda guerra mondiale. Un'altra conseguenza della vittoria sulla Spagna fu l'acquisizione di Guam e di Porto Rico.
Durante la presidenza di McKinley, inoltre, avvenne l'annessione delle Hawaii, allora repubblica indipendente, nel 1898. I cittadini delle Hawaii, tuttavia, al contrario degli altri territori acquisiti, divennero cittadini statunitensi a tutti gli effetti, e le Hawaii divennero un territorio con un governatore nominato. Come risultato, gli Stati Uniti di McKinley si ritrovarono con un impero coloniale ed entrarono tra le grandi potenze. In 1897 l'economia si riprese rapidamente dalla dura depressione seguita al panico del 1893. Secondo i sostenitori di McKinley nel 1900, ciò era avvenuto grazie agli alti dazi e alla perseveranza nel sistema aureo. Gli storici in genere considerano discreto l'operato di McKinley, piuttosto sopra la media.

## Amministrazione
Gli avvenimenti salienti delle presidenza McKinley furono
1897
- prosecuzione dell'Era progressista;
- prima maratona di Boston;
- inaugurazione del General Grant National Memorial;
- corsa all'oro del Klondike;
- fondazione di Oldsmobile;
- brevetto del Kinetoscopio da parte di Thomas Edison;
- apertura della prima metropolitana dell'America settentrionale, a Boston;
- massacro di Lattimer;
- pubblicazione dell'editoriale Sì, Virginia, Babbo Natale esiste da parte di Francis Pharcellus Church in The Sun in risposta ad una bambina di 8 anni.
- apertura del primo studio fotografico femminile a New York, da parte di Zaida Ben-Yusuf e Gertrude Käsebier;
- annessione delle Hawaii;

1898
- esplosione della USS Maine a L'Avana;
- prima automobile circolante, a Port Carbon;
- promozione del servizio militare femminile, per opera della Marksman Annie Oakley;
- scoppio della guerra ispano-americana;
- battaglia della baia di Manila;
- bombardamento di San Juan;
- battaglia navale di Santiago de Cuba;
- completamento della circumnavigazione del mondo da parte di Joshua Slocum;
- insurrezione di Wilmington;
- trattato di Parigi;
- morte del generale Don Carlos Buell;

1899
- guerra filippino-americana;
- grande tormenta del 1899;
- istituzione del parco nazionale del Monte Rainier;
- primo tribunale per i minorenni, a Chicago;
- politica della porta aperta;
- prima vittima di un incidente stradale, Henry Hale Bliss a New York;
- apertura dello zoo del Bronx;
- morte del vicepresidente Garret Hobart;
- battaglia del Passo di Tirad;
- inizio della ribellione dei Boxer;

1900
- morte dell'ex presidente Benjamin Harrison;
- primo autobus elettrico, a New York;
- assassinio del governatore del Kentucky William Goebel;
- prima Coppa Davis, istituita da Dwight Filley Davis;
- censimento degli Stati Uniti d'America del 1900;
- primo Salone dell'automobile, a New York;
- elezioni presidenziali negli Stati Uniti d'America del 1900;
- morte dell'ex ministro John Sherman;

1901
- scoperta del primo campo petrolifero "Spindletop" a Beaumont (Texas);
- emendamento Platt;
- prima targa d'immatricolazione, a New York;
- panico del 1901;
- protettorato a Cuba;
- politica del grosso bastone;
- assassinio di William McKinley.

### Gabinetto ministeriale
| Presidente                     |  | William McKinley        | 1897 - 1901 |  |  |
| Vicepresidente                 |  | Garret Hobart           | 1897 - 1899 |  |  |
| Vicepresidente                 |  | Vacante                 | 1899 - 1901 |  |  |
| Vicepresidente                 |  | Theodore Roosevelt      | 1901        |  |  |
|                                |  |                         |             |  |  |
| Segretario di Stato            |  | John Sherman            | 1897 - 1898 |  |  |
| Segretario di Stato            |  | William Rufus Day       | 1898        |  |  |
| Segretario di Stato            |  | John Hay                | 1898 - 1901 |  |  |
| Segretario al tesoro           |  | Lyman Judson Gage       | 1897 - 1901 |  |  |
| Segretario alla Guerra         |  | Russell Alexander Alger | 1897 - 1899 |  |  |
| Segretario alla Guerra         |  | Elihu Root              | 1899 - 1901 |  |  |
| Procuratore generale           |  | Joseph McKenna          | 1897 - 1898 |  |  |
| Procuratore generale           |  | John William Griggs     | 1898 - 1901 |  |  |
| Procuratore generale           |  | Philander Chase Knox    | 1901        |  |  |
| Direttore generale delle poste |  | James Albert Gary       | 1897 - 1898 |  |  |
| Direttore generale delle poste |  | Charles Emory Smith     | 1898 - 1901 |  |  |
| Segretario alla Marina         |  | John Davis Long         | 1897 - 1901 |  |  |
| Segretario agli Interni        |  | Cornelius Newton Bliss  | 1897 - 1899 |  |  |
| Segretario agli Interni        |  | Ethan Allen Hitchcock   | 1899 - 1901 |  |  |
| Segretario dell'Agricoltura    |  | James Wilson            | 1897 - 1901 |  |  |

### Libri
- Dobson, John M. Reticent Expansionism: The Foreign Policy of William McKinley (1988)
- Lewis L. Gould, The Presidency of William McKinley, American Presidency, Lawrence, Kansas, University Press of Kansas, 1980, ISBN 978-0-7006-0206-3.
- Gould, Lewis L. The Spanish–American War and President McKinley (University Press of Kansas, 1982).
- William D. Harpine, From the Front Porch to the Front Page: McKinley and Bryan in the 1896 Presidential Campaign, Presidential Rhetoric, vol. 13, College Station, Texas, Texas A&M University Press, 2005, ISBN 978-1-58544-559-2.
- Hilderbrand, Robert C. Power and the People: Executive Management of Public Opinion in Foreign Affairs, 1897–1921 (U of North Carolina Press, 1981).
- William T. Horner, Ohio's Kingmaker: Mark Hanna, Man and Myth, Athens, Ohio, Ohio University Press, 2010, ISBN 978-0-8214-1894-9.
- Richard Jensen, The Winning of the Midwest: Social and Political Conflict, 1888–1896, Chicago, The University of Chicago Press, 1971, ISBN 978-0-226-39825-9.
- Margaret Leech, In the Days of McKinley, New York, Harper and Brothers, 1959, OCLC 456809.
- David McCullough, The Path Between the Seas: The Creation of the Panama Canal 1870–1914, New York, Touchstone, 1977, ISBN 978-0-671-24409-5.
- Richard L. McElroy, William McKinley and Our America, Canton, Ohio, Stark County Historical Society, 1996, ISBN 978-0-9634712-1-5.
- Scott Miller, The President and the Assassin, New York, Random House, 2011, ISBN 978-1-4000-6752-7.
- H. Wayne Morgan, William McKinley and His America, revised, The Kent State University Press, 2003, ISBN 978-0-87338-765-1. URL consultato il 24 marzo 2018 (archiviato dall'url originale il 20 dicembre 2016).
- Charles Olcott, The Life of William McKinley 2 vol, Boston, Houghton Mifflin, 1916. URL consultato il 23 marzo 2012.
- Peifer, Douglas Carl. Choosing War: Presidential Decisions in the Maine, Lusitania, and Panay Incidents (Oxford UP, 2016).
- Ponder, Stephen. Managing the press: Origins of the Media Presidency, 1897–1933 (Macmillan, 1999).
- Kevin Phillips, William McKinley, New York, Times Books, 2003, ISBN 978-0-8050-6953-2.
- Rhodes, James Ford. The McKinley and Roosevelt Administrations, 1897–1909 (1922) 444pp; online Archiviato il 16 gennaio 2018 in Internet Archive.
- John E. Semonche, McKenna, Joseph, in Roger K. Newman (a cura di), The Yale Biographical Dictionary of American Law, New Haven, Connecticut, Yale University Press, 2009, ISBN 978-0-300-11300-6.
- Sturgis, Amy H. ed. Presidents from Hayes Through McKinley: Debating the Issues in Pro and Con Primary Documents (Greenwood, 2003).
- Taliaferro, John. All the Great Prizes: The Life of John Hay, from Lincoln to Roosevelt (Simon and Schuster, 2013).
- White, Leonard D. The Republican Era: 1869–1901; A Study in Administrative History (1958) storia delle agenzie federali, non tratta di politica.
- R. Hal Williams, Realigning America: McKinley, Bryan and the Remarkable Election of 1896, Lawrence, Kansas, University Press of Kansas, 2010, ISBN 978-0-7006-1721-0.

### Articoli
- Clarence A. Bacote, Negro officeholders in Georgia under President McKinley, in The Journal of Negro History, vol. 44, n. 3, luglio 1959,  pp. 217-239, DOI:10.2307/2716432, JSTOR 2716432.
- Bailey, Thomas A. "Was the Presidential Election of 1900 a Mandate on Imperialism?." Mississippi Valley Historical Review 24.1 (1937): 43–52. in JSTOR
- Bloodworth, Jeffrey. "For Love or for Money?: William Mckinley and the Spanish–American War" White House Studies (2009) 9#2 pp 135–157.
- Coletta, Paolo E. "Bryan, McKinley, and the Treaty of Paris." Pacific Historical Review (1957): 131–146. in JSTOR
- Michael J. Connolly, 'I Make Politics My Recreation': Vice President Garret A. Hobart and Nineteenth Century Republican Business Politics, in New Jersey History, vol. 125, n. 1, 2010,  pp. 29-31. URL consultato il 4 marzo 2012 (archiviato dall'url originale il 22 settembre 2013).
- Fry, Joseph A. "William McKinley and the coming of the Spanish–American War: A study of the besmirching and redemption of an historical image." Diplomatic History 3#1 (1979): 77–98.
- Hamilton, Richard F. "McKinley's Backbone." Presidential Studies Quarterly 36.3 (2006): 482–492. On Cuba.
- Holbo, Paul S. "Presidential leadership in foreign affairs: William McKinley and the Turpie-Foraker Amendment." American Historical Review 72.4 (1967): 1321–1335. in JSTOR
- Kapur, Nick. "William McKinley's Values and the Origins of the Spanish‐American War: A Reinterpretation." Presidential Studies Quarterly 41.1 (2011): 18–38.
- Daniel P. Klinghard, Grover Cleveland, William McKinley and the Emergence of the President as Party Leader, in Presidential Studies Quarterly, vol. 35, n. 4, 2005,  pp. 736-760, DOI:10.1111/j.1741-5705.2005.00274.x, JSTOR 27552726.
- Michael J. Korzi, A New Migration of Political Forces: Party Decline and Presidential Leadership in Late Nineteenth-Century America, in Polity, vol. 36, n. 2, gennaio 2004,  pp. 251-282, JSTOR 3235481.
- Walter Lafeber, The 'Lion in the Path': The U.S. Emergence as a World Power, in Political Science Quarterly, vol. 101, n. 5, 1986,  pp. 705-718, DOI:10.2307/2150973, JSTOR 2150973.
- Thomas McCormick, Insular Imperialism and the Open Door: The China Market and the Spanish–American War, in Pacific Historical Review, vol. 32, n. 2, maggio 1963,  pp. 155-169, JSTOR 4492154.
- Morgan, H. Wayne. "William McKinley as a political leader." Review of Politics 28#4 (1966): 417–432. in JSTOR
- David C. Nice, The Influence of War and Party System Aging on the Ranking of Presidents, in The Western Political Quarterly, vol. 37, n. 3, settembre 1984,  pp. 443-455, DOI:10.2307/448445, JSTOR 448445.
- Jeannette P. Nichols, Silver Diplomacy, in Political Science Quarterly, vol. 48, n. 4, dicembre 1933,  pp. 565-588, DOI:10.2307/2142930, JSTOR 2142930.
- John L. Offner, McKinley and the Spanish–American War, in Presidential Studies Quarterly, vol. 34, n. 1, marzo 2004,  pp. 50-61, JSTOR 27552563.
- Offner, John. "United States Politics and the 1898 War over Cuba." in Angel Smith and Emma Davilla-Cox eds. The Crisis of 1898 (Palgrave Macmillan UK, 1999) pp. 18–44.
- Eric Rauchway, William McKinley and Us, in The Journal of the Gilded Age and Progressive Era, vol. 4, n. 3, luglio 2005,  pp. 235-253, DOI:10.1017/S1537781400002644, JSTOR 25144402.
- Saldin, Robert P. "William McKinley and the Rhetorical Presidency." Presidential Studies Quarterly 41#1 (2011): 119–134. online
- Smith, Ephraim K. "William McKinley's Enduring Legacy: The Historiographical Debate on the Taking of the Philippine Islands" in Crucible of Empire, ed. James C. Bradford. (1993) pp 205–49.

### Online
- Biographical Dictionary of the Federal Judiciary, su fjc.gov, Washington, D.C., Federal Judicial Center. URL consultato il 4 marzo 2012. searches run from page, "select research categories" then check "court type" and "nominating president", then select U.S. District Courts (or U.S. Circuit Courts) and also William McKinley.

### Ufficiali
- William McKinley Presidential Library and Museum
- White House biography
- United States Department of State, Papers relating to the foreign relations of the United States, with the annual message of the president transmitted to Congress December 6, 1897
  - 1898
  - 1899
  - 1800
  - 1901

### Discorsi
- Text of a number of McKinley speeches, Miller Center of Public Affairs

### Altro
- William McKinley: A Resource Guide, Library of Congress
- Extensive essays on William McKinley and shorter essays on each member of his cabinet and First Lady from the Miller Center of Public Affairs
- McKinley Assassination Ink, a documentary history of William McKinley's assassination
- "Life Portrait of William McKinley", from C-SPAN's American Presidents: Life Portraits, August 23, 1999

| Controllo di autorità | LCCN (EN) sh85140453 · J9U (EN, HE) 987007565693005171 |